# Jungermanniaceae
Die Jungermanniaceae sind eine artenreiche Familie der Moose. Sie gehören zur Ordnung der Jungermanniales und zur Gruppe der beblätterten Lebermoose.

## Merkmale
Die Jungermanniaceae besitzen flache, ganzrandige Flankenblätter, die eher rund, oval, zungenförmig sind, oder selten an der Oberseite eingebuchtet bzw. kurz zweilappig. Die Unterblätter sind klein, sind spießförmig und sind häufig in einem Rhizoidenfilz versteckt. An sterilen Stämmchen fehlen die Unterblätter. Die Zellen enthalten große Ölkörper.
Die Hülle um die Archegonien (Perianth) ist frei oder ein wenig emporgehoben, sie kann auch fehlen und nur rudimentär vorhanden sein.
Gemeinsame Merkmale der Vertreter dieser Familie sind längliche oder runde, unterschlächtige, ganzrandige Blätter.

## Systematik
Die Familie umfasst 12 bis 14 Gattungen mit über 150 Arten. Die in Deutschland vorkommenden Gattungen sind:
- Jamesoniella
  - Jamesoniella autumnalis
  - Jamesoniella undulifolia
- Jungermannia
- Mylia
- Nardia

## Belege
- Jan-Peter Frahm: Biologie der Moose. Spektrum Akademischer Verlag, Heidelberg und Berlin 2001, S. 56. ISBN 3-8274-0164-X
- Jan-Peter Frahm, Wolfgang Frey, J. Döring: Moosflora. 4. Auflage, UTB für Wissenschaft,  Ulmer, Stuttgart 2004, S. 106. ISBN 3-8252-1250-5